# Lycée Saint-Michel (Istanbul)
Le lycée Saint-Michel est un lycée francophone privé d'Istanbul (Turquie). Il a reçu le label LabelFrancÉducation.

## Histoire

L’histoire du lycée est complexe car il est l’héritier de trois établissements scolaires.
En septembre 1886, les Frères des Écoles chrétiennes ont ouvert à Péra, non loin du lycée de Galatasaray, un demi-pensionnat remplaçant celui qu’avait détruit le grand incendie de 1870. Ce nouvel établissement prit le nom de Saint-Michel.
Frère Jonathan, qui en a été le directeur jusqu’en 1903, voulait que « son enseignement embrasse toutes les études littéraires, scientifiques et commerciales des établissements similaires de France, et convienne spécialement aux jeunes gens se destinant à des carrières administratives, commerciales ou industrielles ». En fait, les programmes d’études, ouverts sur la vie et préparant directement les jeunes à des carrières spécifiques, forcent l’admiration.
En 1896, au nord de la ville, dans le quartier de Ferıköy, plus calme que celui de Péra, les Frères ont fait construire une école placée sous le patronage de saint Jean Chrysostome. Cet établissement d’enseignement primaire, primaire-supérieur et commercial élémentaire a connu un rapide essor et comptait 180 élèves en 1912. Mais il n’est resté ouvert que jusqu’en 1914.
En 1921, au lendemain de la Première Guerre mondiale, le Frère visiteur Florin, homme énergique et entreprenant, a fait édifier, plus ou moins sur l’emplacement de l’école Saint-Jean Chrysostome, un bâtiment plus vaste et bien ordonné, mieux équipé également, qui est devenu le collège Sainte-Jeanne d’Arc. L’enseignement s’y faisait jusqu’en classe de troisième, et les élèves pouvaient achever leurs études secondaires modernes au collège Saint-Michel de Péra ou au collège Saint-Joseph de Kadıköy. Ils pouvaient aussi choisir de concourir pour être admis à l’Institut commercial, d’abord installé à Saint-Joseph, puis transféré à Sainte-Jeanne d’Arc en 1923.
En 1936, une loi a contraint les établissements scolaires ouverts par des étrangers à fermer leurs classes d’enseignement primaire. Plusieurs petites écoles ont de ce fait disparu et d’autres, dont Saint-Michel de Péra qui recevait les enfants dès l’âge de 6 ans, ont connu une diminution importante de leurs effectifs.
Le collège Saint-Michel a alors quitté le secteur encaissé et bruyant de Péra pour venir s’installer dans les locaux du collège Sainte-Jeanne d’Arc à Feriköy. De la fusion de ces deux établissements est né l’actuel lycée Saint-Michel en 1937.
En 1956, pour des raisons diverses, les Supérieurs des Frères ont décidé de fermer les classes du second cycle. Elles ont été rouvertes en 1970, en acceptant désormais les jeunes filles. Saint-Michel devint alors le premier lycée mixte parmi les établissements scolaires français d’Istanbul.
Depuis 1976, la direction du lycée n’a plus été confiée à des Frères. Mais les directeurs laïcs ont eu et ont encore le souci de poursuivre la tâche éducative entreprise par les Frères fondateurs, au service de la jeunesse turque qui a choisi d’apprendre le français pour se former.

## Projet éducatif
Le projet pédagogique du lycée privé franco-turc Saint-Michel s'inscrit dans le projet éducatif de l'Institut des Frères, qui a fondé cet établissement en 1886 et continue d'en assurer la tutelle.
À Saint-Michel, la direction et les équipes pédagogiques se donnent comme mission et comme objectif de former de futurs adultes équilibrés, responsables, citoyens et ouverts au monde :
- Équilibrés, par une éducation à la maîtrise de soi, qui permet d'apprendre à dominer les réactions passionnelles et impulsives, ainsi que d'être capable de savoir prendre du recul par rapport aux circonstances, aux événements et aux faits.
- Responsables, par une éducation à l'autonomie, au choix et à la prise de décision. L'acquisition d'autonomie, savoir « apprendre à apprendre », permet aux élèves, devenus adultes, de rester capables d'adaptation continue à toute évolution, technologique ou économique, de la carrière ou profession dont ils ont su faire le choix. D'être capables également d'initiatives, de décisions, en fonction d'objectifs qu'ils auront su prévoir et se fixer.
- Citoyens et ouverts au monde, par une éducation au respect : 
  - respect des institutions de la République turque, par une étude et une réflexion conduites à travers les cours d'histoire ;
  - respect d'autrui, avec ce souci d'inculquer sa reconnaissance, même s'il est très jeune, comme une personne ayant droit à l'affection, la compassion, la charité si nécessaire, et à l'expression de sa ou ses différences ;
  - respect de l'environnement et du cadre de vie, qui se partagent avec les autres ;
  - respect de soi-même enfin, qui rend le jeune capable de refuser les tentations dégradantes de la société, et de conserver sa dignité en toute circonstance.

Tout est mis en œuvre au lycée Saint-Michel pour essayer de vivre en conformité avec ce que saint Jean-Baptiste de La Salle au XVIIe siècle exprimait ainsi à propos des élèves : « Rendons-les heureux pour les rendre meilleurs… chacun selon sa personnalité, en société et dans tous les domaines ».